# Zeměplocha

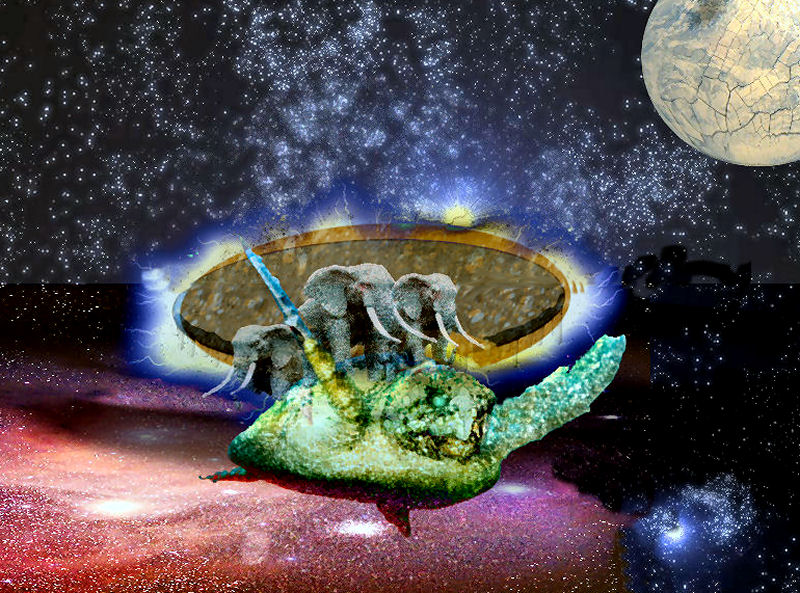
Zeměplocha plující vesmírem na hřbetech slonů, kteří stojí na želvě (fan art)

Úžasná Zeměplocha nebo jen Zeměplocha (v anglickém originále Discworld) je fantasy knižní série psaná Terrym Pratchettem čítající 41 románů, pět povídek a řadu různých dalších publikací odehrávající se na Zeměploše, fiktivním světě ležícím na hřbetě želvy plující vesmírem. Knihy jsou humoristické a satirické a často parodují prvky z děl Tolkiena, Roberta E. Howarda nebo H. P. Lovecrafta, ale také různé motivy z mytologie, folklóru a pohádek.
Od roku 1983, kdy vyšla první kniha Barva kouzel, se série postupně rozšiřovala a inspirovala různé projekty, například zeměplošskou hudbu, komiks nebo divadelní představení (v České republice pražské Divadlo v Dlouhé). Nově vydávané knihy obvykle dosahovaly prvního místa v žebříčku prodejnosti v The Sunday Times; Pratchett sám byl v devadesátých letech nejprodávanějším britským autorem; později byl sice překonán knihami o Harrym Potterovi od spisovatelky J. K. Rowlingové, stále však drží rekord pro autora, jehož knihy se nejvíce kradou.
V ČR knihy vydává nakladatelství Talpress a překládal je Jan Kantůrek. Kniha Muži ve zbrani získala cenu Akademie science fiction, fantasy a hororu pro nejlepší fantasy roku 1997; v letech 1995–1999 byla Zeměplocha oceňována i jako nejlepší cyklus. Jan Kantůrek strávil prakticky celá devadesátá léta jako nejlepší překladatel téže akademie.

## Zeměplošská literatura

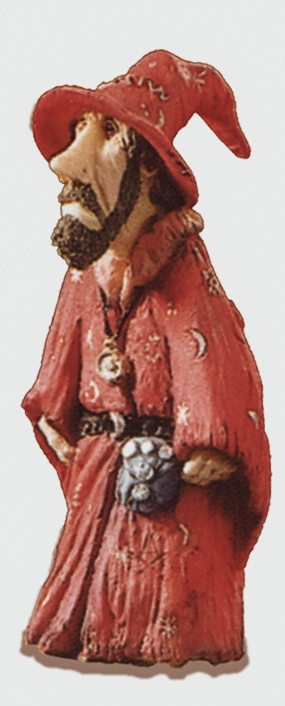
Figurka mága Mrakoplaše od společnosti Clarecraft

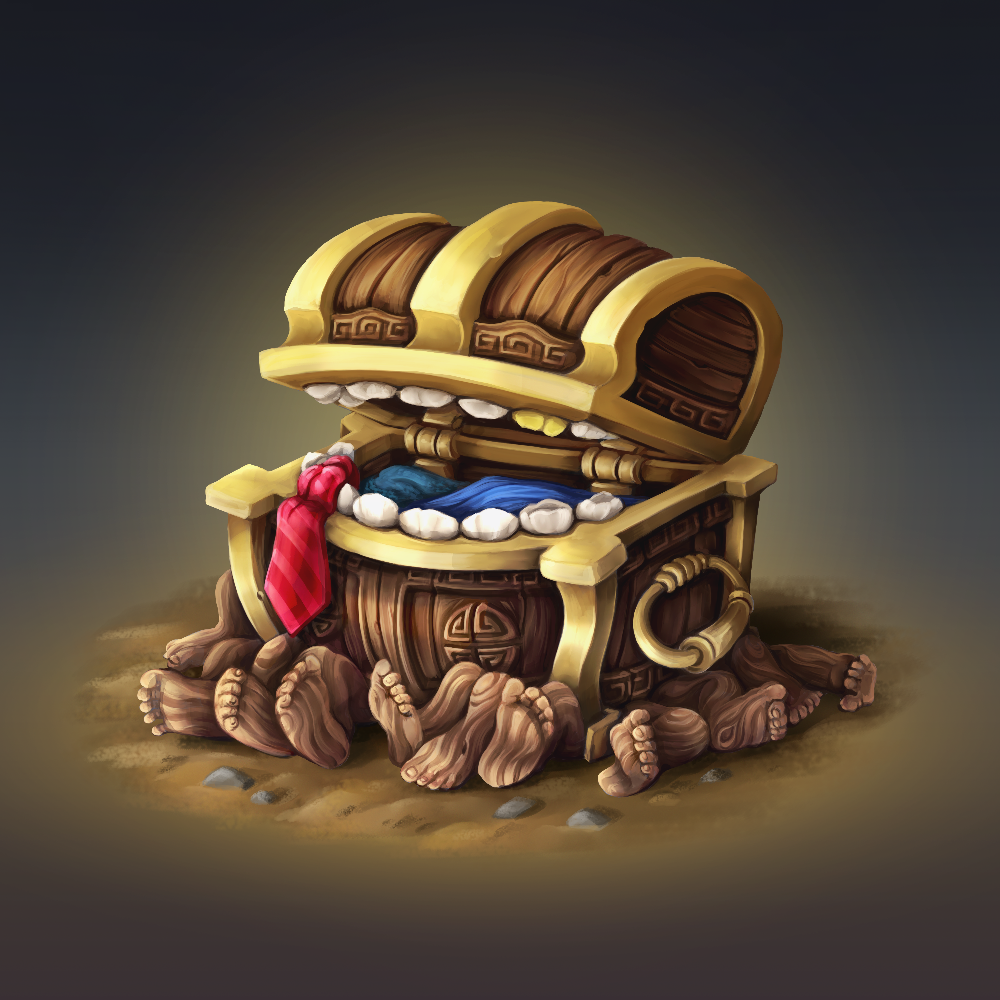
Zavazadlo (fan art)

### Hlavní cyklus
Svět Zeměplochy byl již zaznamenán ve 41 knihách a pěti povídkách. Obálky všech britských edicí knih až po Zloděje času kreslil Josh Kirby (zemřel v říjnu 2001); s jeho přebaly vyšly knihy i u nás. Obálky amerických edic jsou tvořeny různými kreslíři a od smrti Joshe Kirbyho jsou celosvětově využívány ilustrace Paula Kidbyho.
Jen velmi málo zeměplošských knih je rozděleno do kapitol; ve většině z nich je několik proplétajících se příběhů. To však neplatí v Zaslané poště, která kromě kapitol obsahuje také jejich stručný obsah. První kniha v sérii Barva kouzel, stejně jako později Pyramidy, byly rozděleny do úseků zvaných „knihy“. Podle Pratchettových vlastních slov si on sám „nikdy nezvykl na psaní po kapitolách“ a ve svých knihách pro mládež je použil, protože „jeho nakladatel křičel tak dlouho, dokud je tam nedal“.
Mnoho knih sdílí své hlavní postavy a probíhá v nich jejich vývoj. V některých dílech se postavy, jinde hlavní, objevují jen krátce (například Mrakoplaš v Mortovi). V celém cyklu běží skutečný čas a věk postav se mění spolu s kalendářními roky. Knihy bývají rozdělovány do skupin podle svých hlavních hrdinů nebo témat:
- Knihy o Mrakoplašovi – Ústřední postavou je nedostudovaný „mák“ (jak má napsáno na klobouku) jménem Mrakoplaš, neschopný použít jakékoliv kouzlo, ale také proslulý svým pudem sebezáchovy. V příbězích s Mrakoplašem také často vystupují mágové z Neviditelné univerzity.
- Knihy o čarodějkách – Popisují příběhy čarodějek z Lancre – Bábi Zlopočasné, Stařenky Oggové a Magráty Česnekové. Ke trojici se později přidává také Anežka Nulíčková.

Mezi knihy o čarodějkách patří i Čaroprávnost, kde se řeší první (známý) mág – žena. Touto ženou se stává Eskarína, zkráceně Esk. Umírající mág jí odkáže svoji hůl, aniž by ověřil její pohlaví a tím ji předurčí k tomu, stát se mágem. To je ovšem proti všem pravidlům – mágové jsou muži, ženy jsou čarodějky. Bábi Zlopočasná se proto snaží z Eskaríny udělat čarodějnici, ale neuspěje a nakonec jí pomáhá dostat se na univerzitu.
- Knihy o Smrťovi – Smrť je zobrazován jako tradiční vysoký kostlivec v černé kápi. Smrťovi společníci jsou jeho vnučka Zuzana, sluha Albert a Krysí Smrť, hlodavčí obdoba Smrtě lidského a v knize Mort na kratší dobu jeho učeň Mort. V pozdějších knihách hraje hlavní roli Zuzana, Smrť však neztrácí na důležitosti. Smrť se jako vedlejší postava objevuje ve všech zeměplošských knihách kromě Svobodnýho národa a Šňupce.
- Knihy s Městskou hlídkou – Tyto příběhy se zabývají činností ankh-morporské obdoby policie, Městské hlídky. Jejím velitelem je Samuel Elánius a mezi její strážníky patří Karotka Rudykopalsson, Angua, Fred Tračník, Navážka nebo "Noby" Nóblhóch.
- Knihy o Toničce Bolavé – V těchto knihách je hlavní postavou mladá dívka Tonička, spřátelená se zvláštními tvory známými jako Nac mac Fíglové. Jsou psané stylem dětských knih, ale přibližují se knihám o čarodějkách, které se v knihách také objevují, zvláště v knihách Klobouk s oblohou, Obléknu si půlnoc a Pastýřská koruna.
- Knihy o průmyslové revoluci – Na Zeměplochu dorazil pokrok a průmyslová revoluce. Součástí série jsou i příběhy bývalého zločince Vlahoše von Rosreta, který je proti své vůli (a podle vůle Patricije) polepšen a postupně v Ankh-Morporku zastává důležité funkce v životě města jako poštmistra či vedoucího banky a mincovny.
- Jiné – Knihy, ve kterých se neobjevuje ani jedna z výše uvedených postav, nebo se objevuje jen jako vedlejší. Jednou z těchto knih je například Pravda, Malí bohové nebo Pyramidy.

Toto rozdělení se však nedá označit za jednoznačné. Mnoho příběhů (např. Pravda nebo Zloděj času) jsou samy o sobě nezávislé, avšak propojují se s několika hlavními dějovými liniemi. Řada postav, například mágové z Neviditelné univerzity, elfové nebo mnichové historie se objevují jako postavy v mnoha příbězích, přitom nejsou hlavními hrdiny ani jednoho z nich. Na druhou stranu, některé knihy, ačkoliv nevázané na hlavní děje, dokumentují vývoj města Ankh-Morpork na technologicky pokročilou metropoli – to je případ Pravdy, která popisuje rozšíření městských novin a Zaslané pošty, zaznamenávající rozvoj poštovních služeb a vzestup zeměplošského telekomunikačního systému, semaforů.
Román Úžasný Mauric a jeho vzdělaní hlodavci a romány ze série o Toničce Bolavé, které jsou určeny mladším čtenářům a které byly v češtině vydány s podtitulem „Příběh ze Zeměplochy“ (v originále „A Story of Discworld“; poslední dva příběhy o Toničce však již v originále obsahovaly standardní podtitul „A Discworld Novel“ používaný u ostatních románů), jsou někdy vyčleňovány z hlavního cyklu do samostatné řady.

#### Seznam knih z hlavního cyklu
Knihy jsou řazeny dle anglického data vydání. V českém pořadí je jediný rozdíl: Nohy z jílu byly vydány až po knize Hrr na ně!, místo po Maškarádě jako v originále.
|     | Český název                            | Anglický název                               | Rok 1. vydání | Rok 1. vydání v češtině | Vázaná dvojkniha v češtině   | Hlavní postavy                    |
| --- | -------------------------------------- | -------------------------------------------- | ------------- | ----------------------- | ---------------------------- | --------------------------------- |
| 1.  | Barva kouzel                           | The Colour of Magic                          | 1983          | 1993                    | 2008                         | Mrakoplaš, Dvoukvítek, Zavazadlo  |
| 2.  | Lehké fantastično                      | The Light Fantastic                          | 1986          | 1993                    | 2008                         | Mrakoplaš, Dvoukvítek, Zavazadlo  |
| 3.  | Čaroprávnost                           | Equal Rites                                  | 1987          | 1994                    | 2009                         | Esk, Bábi, čarodějky, mágové      |
| 4.  | Mort                                   | Mort                                         | 1987          | 1994                    | 2009                         | Smrť, Mort                        |
| 5.  | Magický prazdroj                       | Sourcery                                     | 1988          | 1995                    | 2009                         | Mrakoplaš, mágové                 |
| 6.  | Soudné sestry                          | Wyrd Sisters                                 | 1988          | 1995                    | 2009                         | čarodějky                         |
| 7.  | Pyramidy                               | Pyramids                                     | 1989          | 1995                    | 2010                         | Těpic                             |
| 8.  | Stráže! Stráže!                        | Guards! Guards!                              | 1989          | 1995                    | 2010                         | Městská hlídka                    |
| 9.  | Erik                                   | Eric                                         | 1990          | 1996                    | 2010                         | Erik, Mrakoplaš                   |
| 10. | Pohyblivé obrázky                      | Moving Pictures                              | 1990          | 1996                    | 2010                         | Viktor Grýnbaum, mágové           |
| 11. | Sekáč                                  | Reaper Man                                   | 1991          | 1996                    | 2011                         | Smrť, mágové                      |
| 12. | Čarodějky na cestách                   | Witches Abroad                               | 1991          | 1996                    | 2011                         | čarodějky                         |
| 13. | Malí bohové                            | Small Gods                                   | 1992          | 1997                    | 2011                         | Bruta                             |
| 14. | Dámy a pánové                          | Lords and Ladies                             | 1992          | 1997                    | 2011                         | čarodějky, mágové                 |
| 15. | Muži ve zbrani                         | Men at Arms                                  | 1993          | 1997                    | 2012                         | Městská hlídka                    |
| 16. | Těžké melodično                        | Soul Music                                   | 1994          | 1998                    | 2012                         | Smrť, mágové                      |
| 17. | Zajímavé časy                          | Interesting Times                            | 1994          | 1998                    | 2012                         | Mrakoplaš, Stříbrná horda         |
| 18. | Maškaráda                              | Maskerade                                    | 1995          | 1998                    | 2012                         | čarodějky                         |
| 19. | Nohy z jílu                            | Feet of Clay                                 | 1996          | 1999                    | 2013                         | Městská hlídka                    |
| 20. | Otec prasátek                          | Hogfather                                    | 1996          | 1998                    | 2013                         | Smrť, mágové                      |
| 21. | Hrrr na ně!                            | Jingo                                        | 1997          | 1999                    | 2014                         | Městská hlídka                    |
| 22. | Poslední kontinent                     | The Last Continent                           | 1998          | 1999                    | 2014                         | Mrakoplaš, mágové                 |
| 23. | Carpe Jugulum                          | Carpe Jugulum                                | 1998          | 2000                    | 2015                         | čarodějky                         |
| 24. | Pátý elefant                           | The Fifth Elephant                           | 1999          | 2000                    | 2015                         | Městská hlídka                    |
| 25. | Pravda                                 | The Truth                                    | 2000          | 2002                    | 2017                         | Mikuláš ze Slova                  |
| 26. | Zloděj času                            | The Thief of Time                            | 2001          | 2002                    | 2017                         | Smrť, mnichové historie           |
| 27. | Poslední hrdina                        | Last Hero                                    | 2001          | 2003                    | -                            | Mrakoplaš, Stříbrná horda         |
| 28. | Úžasný Mauric a jeho vzdělaní hlodavci | The Amazing Maurice and his Educated Rodents | 2001          | 2003                    | -                            | Mauric a hlodavci                 |
| 29. | Noční hlídka                           | Night Watch                                  | 2002          | 2003                    | 2022 (s Podivným regimentem) | Městská hlídka, mnichové historie |
| 30. | Svobodnej národ                        | The Wee Free Men                             | 2003          | 2004                    | -                            | Tonička Bolavá                    |
| 31. | Podivný regiment                       | Monstrous Regiment                           | 2003          | 2004                    | 2022 (s Noční hlídkou)       | Apoléna, Městská hlídka           |
| 32. | Klobouk s oblohou                      | A Hat Full of Sky                            | 2004          | 2005                    | -                            | Tonička Bolavá, čarodějky         |
| 33. | Zaslaná pošta                          | Going Postal                                 | 2004          | 2005                    | 2024                         | Vlahoš von Rosret                 |
| 34. | Buch!                                  | Thud!                                        | 2005          | 2006                    | 2024                         | Městská hlídka                    |
| 35. | Zimoděj                                | Wintersmith                                  | 2006          | 2007                    | -                            | Tonička Bolavá, čarodějky         |
| 36. | Nadělat prachy                         | Making Money                                 | 2007          | 2008                    | 2025                         | Vlahoš von Rosret                 |
| 37. | Nevídaní akademikové                   | Unseen Academicals                           | 2009          | 2010                    | 2025                         | mágové                            |
| 38. | Obléknu si půlnoc                      | I Shall Wear Midnight                        | 2010          | 2011                    | -                            | Tonička Bolavá, čarodějky         |
| 39. | Šňupec                                 | Snuff                                        | 2011          | 2012                    | -                            | Samuel Elánius                    |
| 40. | Pod parou                              | Raising Steam                                | 2013          | 2015                    | -                            | Vlahoš von Rosret                 |
| 41. | Pastýřská koruna                       | The Shepherd’s Crown                         | 2015          | 2017                    | -                            | Tonička Bolavá, čarodějky         |

### Povídky
Pratchett napsal také pět zeměplošských povídek: Trollí most (1992), Divadlo krutosti (1993), Moře a malé rybky (1998), Smrt a co přijde pak (2002) a A Collegiate Casting-Out of Devilish Devices (2005). První tři jsou spolu s dalšími povídkami Terryho Pratchetta vydány v knize Divadlo krutosti v nakladatelství Talpress.

### Mapy
K dispozici je také několik zeměplošských map:
- Ulice Ankh-Morporku (The Streets of Ankh-Morpork)
- Mapa Zeměplochy (The Discworld Mapp)
- Smrťova říše (Death's Domain)
- Turistický průvodce po Lancre (A Tourist Guide to Lancre)

První dvě mapy nakreslil Stephen Player na základě nákresů Terryho Pratchetta a Stephena Briggse. Poslední dvě pak vytvořil Paul Kidby, Smrťovu říši ve spolupráci se Stephenem Briggsem.

### „Vědecké“ knihy
Pratchett spolu s Ianem Stewartem a Jackem Cohenem vytvořil čtyři knihy využívající Zeměplochu k ilustraci různých populárně vědeckých témat. Každá z těchto knih je rozdělená na kapitoly, které střídají klasický (i když zaměřený na vědu) zeměplošský příběh a populárně vědecké komentáře k tomuto příběhu.
- Věda na Zeměploše (The Science of Discworld)
- Koule – Věda na Zeměploše (The Science of Discworld II: The Globe)
- Darwinovy hodinky – Věda na Zeměploše (The Science of Discworld III: Darwin's Watch)
- Soudný den – Věda na Zeměploše (The Science of Discworld IV: Judgement Day)

### Další publikace
Bylo vydána také celá řada dalších zeměplošských publikací:
- Terry Pratchett Portfolio (The Discworld Portfolio) – sbírka kreseb Paula Kidbyho s poznámkami Terryho Pratchetta.
- Výtvarné umění Zeměplochy (The Art of Discworld) – výpravná obrazová publikace s ilustracemi Paula Kidbyho.
- Kuchařka Stařenky Oggové (Nanny Ogg's Cookbook) – sbírka zeměplošských receptů a „rad do života“, jakými je etiketa, řeč květin atd. Napsána Pratchettem, Stephenem Briggsem a Tinou Hannan.
- Průvodce po Zeměploše (The New Discworld Companion) – encyklopedie s informacemi o Zeměploše, vytvořená Pratchettem a Stephenem Briggsem.
- Zeměplošský almanach (The Discworld Almanak) – almanach na zeměplošský rok ve stylu Kuchařky, zhotoven Pratchettem a Bernardem Pearsonem.
- Kdepak je má kravička? (Where's My Cow?) – zeměplošská ilustrovaná dětská kniha zmíněná v Buchu od Pratchetta s ilustracemi od Melvyna Granta.
- Otec prasátek: Ilustrovaný scénář (Hogfather: The Illustrated Screenplay) – scénář filmu Otec prasátek s fotografiemi z filmu a nákresy kostýmů, kulis, apod.
- Stráže! Stráže! (Guards! Guards!) – komiksová verze románu Stráže! Stráže!, ilustrováno Grahamem Higginsem.
- Lu-Tzeho ročenka osvícení 2008 (LU-TSE'S yearbook of enlightenment) – diář pro rok 2008 s ilustracemi Paula Kidbyho.
- To nejlepší ze Zeměplošských diářů a ročenek 199–2007 (vyšlo pouze v češtině) – kompletní informace a ilustrace ze všech zeměplošských diářů, vydaných anglicky mezi lety 1998 a 2007. Ilustrace Paul Kidby.
- Folklor Zeměplochy (The Folklore of Discworld) – Pratchett ve spolupráci s britskou folkloristkou Jacqueline Simpsonovou popisuje mýty a tradice na Zeměploše

## Překlady vlastních jmen
Překlad Jana Kantůrka může mít možná vliv na značnou oblibu české verze Zeměplochy. Jednou z obdivovaných věcí jsou jména postav; v několika případech však u vedlejších postav došlo k tomu, že v různých knihách (přinejmenším v 1. vydání) byly přeloženy různě.
Na překlady se můžete podívat do seznamu zeměplošských postav.

## Adaptace

### Divadelní inscenace
Řada zeměplošských románů byla zdramatizována Stephenem Briggsem, jehož divadelní scénáře vycházely ve Spojeném království.
V Česku dlouhodobě uvádělo Zeměplochu pražské Divadlo v Dlouhé. V letech 2001–2014 hrálo inscenaci Soudné sestry (premiéra 27. dubna 2001 – zúčastnil se jí i Terry Pratchett, derniéra 20. června 2014; v roce 2007 byl natočen záznam hry vysílaný v televizi) která vyhrála VII. ročník Grand festival smíchu v Pardubicích.  a v letech 2006–2011 inscenaci Maškaráda (premiéra 12. dubna 2006, derniéra 27. února 2011 – zúčastnil se jí i Terry Pratchett; v roce 2009 byl natočen záznam hry vysílaný v televizi), Režisérkou obou představení byla Hana Burešová.
Další profesionální divadelní zeměplošská inscenace na českém území byla odehrána v roce 2003 v Divadle F. X. Šaldy v Liberci. Zinscenován byl i román Soudné sestry, jehož derniéra byla dne 27. prosince 2005. Od roku 2015 má Divadlo F. X. Šaldy v repertoáru Maškarádu aneb Fantoma Opery (Ankh-Morporkské).
I jiné soubory uvedly zeměplošské hry. V roce 2004 Komorní scéna Aréna v Ostravě představila Morta. Olomoucké Moravské divadlo uvedlo v roce 2009 Maškarádu a v roce 2010 Muže ve zbrani. V roce 2011 byla inscenace Soudné sestry uvedena Západočeským divadlem v Chebu v režii Jakuba Vašíčka.
Další inscenace českých souborů:
- Stráže! Stráže! – představení u příležitosti Parconu 2001 (Praha) pod vedením Kočovné divadelní společnosti Richarda Klíčníka, premiéra i derniéra: 4.–8. 7. 2001.
- Muži ve zbrani – představení u příležitosti Euroconu / Parconu / Avalconu 2002 (Chotěboř) pod vedením Kočovné divadelní společnosti Richarda Klíčníka.
- Trollí most – divadelní inscenace k příležitosti Taurconu 2003 (premiéra: 1.–4. 5. 2003) a Festivalu Fantazie 2003 (derniéra: 28. 6.–6. 7. 2003) pod vedením Kočovné divadelní společnosti bez kastelána
- Stráže! Stráže! – divadelní inscenace souboru Ty-já-tr NAČERNO; premiéra 19. a 20. 3. 2010, derniéra: 22. 11. 2013.
- Muži ve zbrani aneb Zeměplocha na dlani – ochotnická inscenace Divadýlka na dlani v Mladé Boleslavi ze dne 18. 9. 2014.
- Mort – divadelní představení souboru ochotníků při TJ Sokol Lázně Toušeň, hráno  v žižkovské m divadle J.D.Cimrmana  24. 4. 2015, poté v Divadle Horní Počernice dne 19. 9.2015.
- Muži ve zbrani aneb Celá Zeměplocha jest jevištěm – ochotnická inscenace Divadla Aqualung, Praha, Žižkovské divadlo JDC dne 26. 5. 2018.
- Sekáč dědeček – Peter Chmela & kol., premiéra 22. 5.2014

### Film a televize
- Welcome to the Discworld – krátký animovaný film vyrobený studiem Cosgrove Hall pro Channel 4 v roce 1996, adaptace části románu Sekáč.
- Soul Music – sedmidílný animovaný televizní seriál vyrobený studiem Cosgrove Hall pro Channel 4 v roce 1996, adaptace románu Těžké melodično, první epizoda vysílána 18. května 1997.
- Wyrd Sisters – dvoudílná animovaná televizní minisérie vyrobená studiem Cosgrove Hall pro Channel 4 v roce 1996, adaptace románu Soudné sestry, první epizoda vysílána 28. prosince 1998.
- Otec prasátek (2006) – dvojdílný film podle románu Otec prasátek, vysílán na stanici Sky1
- Barva kouzel (2008) – dvojdílný film podle románů Barva kouzel a Lehké fantastično, vysílán na stanici Sky1; česká premiéra 25. září a 2. října 2010 na stanici Nova Cinema
- Zaslaná pošta (2010) – dvojdílný film podle románu Zaslaná pošta, vysílán na stanici Sky1; česká premiéra 15. a 16. října 2010 na stanici HBO
- The Watch (2021) – britsko-americký seriál na motivy Městské hlídky

Dále existují fanouškovské adaptace děl a fanouškovské krátké filmy na motivy Zeměplochy.

### Hudba
Britský skladatel Dave Greenslade vydal v roce 1994 album s názvem From the Discworld obsahující 14 skladeb, mezi kterými je i skladba „A Wizard's Staff Has a Knob on the End“ (v románech do češtiny překládáno jako Hole mágů, to nejsou přeludy, bývají zdobeny na koncích žaludy).

### Deskové hry
- Ankh-Morpork
- Čarodějky
- Semafory

### Počítačové hry
- The Colour of Magic (Sinclair Spectrum)
- Discworld (PC/Windows)
- Discworld 2 (PC/Windows)
- Discworld Noir (PC/Windows, PlayStation)
- Discworld MUD (Internet)